# Comuna 5 (Duitama)
La Comuna 5, Oriental es una de las 8 Comunas de la ciudad de Duitama en el departamento colombiano de Boyacá. Allí se encuentran: Col, Rafael Reyes, El Río Chiticuy, Coca Cola, la UPTC, la vía férrea y la vía al Pueblito Boyacense.

## División política y administrativa
Los  barrios pertenecientes a la comuna son:
Compuesta por 10 barrios, así: Vaticano, San Carlos, San Luís, San José Alto, San Vicente, San José Obrero, La Paz, Las Lajas, Camilo Torres y San Juan Bosco. Chuchimilco
- Datos: Q5780380